# Луций Скрибоний Либон (едил 193 пр.н.е.)
Вижте пояснителната страница за други личности с името Луций Скрибоний Либон.
Луций Скрибоний Либон (на латински: Lucius Scribonius Libo) е политик на Римската република през 2 век пр.н.е.
През 193 пр.н.е. той е едил заедно с Авъл Атилий Серан, който става консул през 170 пр.н.е. През 185 пр.н.е. Скрибоний участва в основаването на колониите Сипонтум и Буксентум като triumviri coloniae deducendae.